# Robert Love Taylor
Robert Love "Bob" Taylor (31 de julho de 1850 – 31 de março de 1912) foi um político, escritor e conferencista americano. O 24º Governador do Tennessee, com mandato de 1887 até 1891, sendo reeleito para novo mandato de 1897 a 1899. Posteriormente elegeu-se Senador dos Estados Unidos exercendo de 1907 até sua morte. Também foi membro da Câmara dos Representantes dos Estados Unidos pelo 1º distrito do Tennessee, com mandato de 1879 a 1881, sendo o último democrata a ocupar este cargo por este distrito.
Um orador carismático, Taylor é lembrado pela derrota ao seu irmão mais velho, Alfred A. "Alf" Taylor, na campanha para governador de 1886 conhecida como "A guerra das rosas". Esta campanha envolveu contar histórias, tocar violino e piadas, contrastando com as campanhas anteriores para governador, caracterizadas pela retórica feroz e ataques pessoais. Embora Robert Taylor tenha vencido, Alfred Taylor futuramente foi governador no início da década de 1920.
Juntamente com a política, Taylor foi um professor público e editor de revista. Publicou várias coleções de suas palestras e contos entre 1890 e 1900 e foi co-editor da Taylor-Trotwood Magazine.

## Início de vida e carreira
Taylor nasceu em Happy Valley, Condado de Carter no Tennessee, sendo o terceiro filho de Nathaniel Green Taylor, um ministro metodista e Emaline Haynes, uma pianista.:23 Seu pai, um membro do partido Whig, havia sido derrotado por Andrew Johnson em uma campanha para o Congresso, em 1849, mas obteve sucesso em meados da década de 1850.  A família de sua mãe apoiava o partido democrático, e seu irmão, Landon Carter Haynes, foi um proeminente político democrático. Robert Taylor adotou a orientação política de sua mãe e tornou-se um democrata, enquanto seu irmão mais velho, Alfred, seguiu seu pai para o Whig, e mais tarde para o partido republicano.
Nathaniel Taylor apoiou a União durante a Guerra Civil, :19 e a família mudou-se para Filadélfia, em 1861, quando o exército confederado ocupou o leste do Tennessee. Em 1864 os irmãos Taylor matricularam-se no Pennington Seminary, em Nova Jersey. A família mudou-se para Washington, em 1867, quando Nathaniel Taylor foi nomeado Comissário de assuntos indígenas pelo Presidente Andrew Johnson e Robert Taylor assumiu um cargo no departamento do Tesouro. :29 A família retornou ao Tennessee em 1869, onde Robert estudou no Buffalo Institute (atual Milligan College) e East Tennessee Wesleyan College. Enquanto que no primeiro colégio, ele compusera uma peça de teatro com seu irmão, Alfred. :29
Durante a década de 1870, Robert Taylor tentou diversos empreendimentos comerciais, incluindo agricultura, operação de um moinho e gestão da forja de ferro de seu pai em River Doe. Ele falhou em grande parte nestas tentativas, no entanto, como restara pouco dinheiro, fez reembolso de seus empregados e preferiu o diálogo referente ao trabalho. :35 Ele estudou direito durante este período com S. J. Kirkpatrick em Jonesborough.
Em 1878, Alfred Taylor concorreu para a candidatura republicana pela sede do 1º distrito congressional contra Augusto H. Pettibone. Na Convenção do partido, Alfred parecia ter mais delegados, mas Pettibone conseguiu vencer a nomeação, apoiadores de Taylor suspeitaram de corrupção. Robert Taylor convenceu-se, então, disputar contra Pettibone na chapa democrática nas eleições gerais. O público teve a primeira oportunidade de apreciar sua capacidade como orador em um debate em Bristol, quando Taylor suplantou Pettibone com um "caleidoscópio desconcertante de oratória". :40 Com a ajuda de Alfred e do apoio dos descontentes, Robert foi venceu Pettibone para a vaga por 750 votos. :44 Entre as legislação apresentadaas por Taylor uma delas foi um projeto de lei pedindo um imposto de renda federal.
Taylor foi derrotado por Pettibone em sua campanha de reeleição em 1880 e perdeu para Pettibone uma terceira vez, quando ele tentou recuperar o assento em 1882. :45 Em seguida, lançou um jornal de partido pro-democrático, the Comet, na vizinha cidade de Johnson. :46 Em 1884, Taylor foi designado como eleitor do 1º distrito para o candidato presidencial democrata Grover Cleveland e fez campanha em todo o distrito contra o eleitor republicano, Samuel Hawkins. Cleveland venceu a eleição, ele nomeou Taylor Agente de pensão federal em Knoxville. :48

## Governador do Tennessee
Em 1886, os republicanos, que desejavam explorar as divisões internas do partido democrático entre várias facções, entre elas pro-farmer e Bourbon (estes conservadores), nomearam Alfred Taylor para governador. Os democratas, percebendo que eles precisavam de um unificador e um militante eficaz para fazer frente ao opositor Alfred, nomearam Robert Taylor como seu candidato, colocando os dois irmãos um contra o outro. O Partido da Proibição ofereceu a indicação para o pai dos Taylor, Nathaniel, mas ele recusou. :50

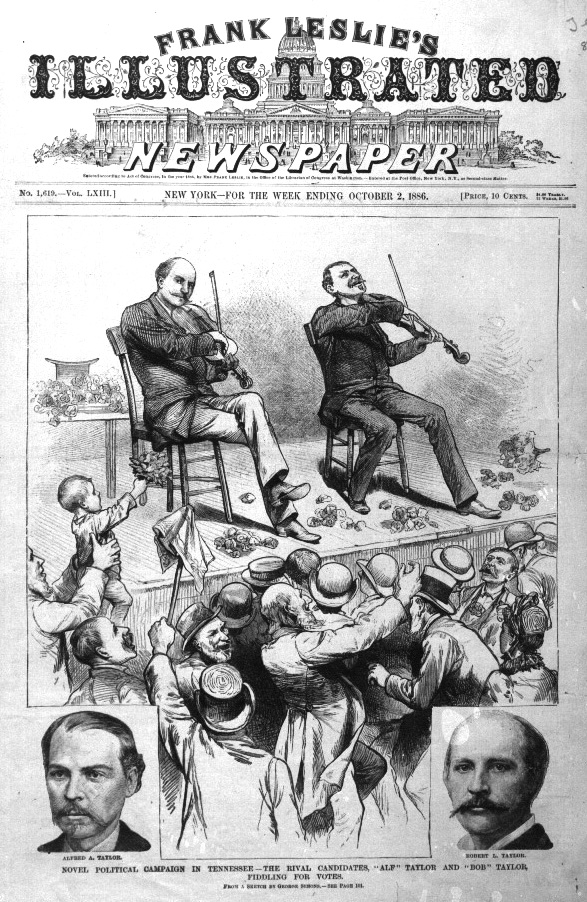
Campanha de 1886 de Taylor, como retratado na capa da edição de 2 de outubro de 1886 da Frank Leslie Illustrated jornal

A campanha para governador de 1886 é lembrada por brincadeiras, política relativamente afetiva dos irmãos Taylor e discursos divertidos. Fizeram campanhas juntos, eles passavam a primeira parte de cada evento de campanha "criticando entre si suas políticas" e contando histórias e a segunda parte tocavam violinos, enquanto a multidão dançava. :8 Em um evento em Madisonville, Robert sugeriu que ele e Alfred eram rosas, mas ele era uma rosa branca, enquanto Alfred era uma rosa vermelha. Como seus respectivos apoiadores posteriormente usavam rosas brancas e vermelhas, a campanha tornou-se conhecida como a "guerra das Rosas" (o similar ao de um conflito Português do século XV). Seus eventos de campanha atraíam multidões enormes, variando de cerca de 6.000 em cidades menores até 25.000 em Nashville. :50 Em uma afluência recorde no dia das eleições, Robert suplantou Alfred por 16.000 votos.
Embora Taylor estivesse desconfortável com críticas e ataques vindos com o exercício do cargo, ele conseguiu aprovar a reforma tributária e reforma educacional. Ele foi criticado pela concessão de muitos indultos penais, então exigiu a construção de um reformatório penal para jovens no estado. Como não conseguiu, ele literalmente emitiu um indulto para cada jovem que pedisse. Em 1888, a facção democatra dos Bourbon (conservadores) irritada tentou impedir sua candidatura à reeleição, mas sem sucesso. Ele venceu as eleições gerais mais tarde naquele ano, com 156.799 votos para 139.014 do candidato republicano, Samuel Hawkins e 6.893 para o candidato do Partido da Proibição, J.C. Johnson.
Em 1889, Taylor patrocinou uma lei criando impostos de captação e uma série de outras leis destinadas a impedir a participação de afro-americanos e pobres como eleitores. Uma série de "leis de proibição" (prohibition - lei-seca para bebidas alcoólicas) também foram revogadas. Sofrendo de problemas de saúde e desencantado por divisões dentro de seu próprio partido, ele não procurou a reeleição em 1890.
No início da década de 1890, Taylor lutava contra sua dívida de campanha restante, pediu então ao seu irmão, Alfred (que agora era um congressista), para que fosse nomeado para o Conselho. Alfred sugeriu que Robert fizesse uma turnê de palestras e convidou a família de Robert para morar com sua família até que ele colocasse suas finanças em ordem. Robert iniciou sua turnê em 29 de dezembro de 1891, no Jobe's Hall in  na cidade de Johnson, onde apresentou sua palestra, "O violino e o arco", com um preço de admissão de 50 centavos de dólar por pessoa. Depois da saída de Alfred do Congresso, ele juntou-se a Robert em turnê e os dois compuseram e apresentaram "Yankee Doodle and Dixie". A turnê foi um grande sucesso financeiro, redendo aos irmãos dezenas de milhares de dólares. :64-67
Em 1896, o partido democrático preocupou novamente os republicanos nas chances de ganhar para governador, uma vez que o empresário, Peter Turney, tinha ganho o governo usando táticas questionáveis, dois anos antes. Quando vários líderes democráticos convidaram Taylor para concorrer, ele, apesar de relutar, concordou e derrotou Turney para a indicação do partido, em agosto de 1896. Depois de uma campanha eleitoral acirrada, ele venceu o candidato republicano, George Tillman, com cerca de 49% dos votos, contra os 47% de Tillman. Os republicanos sugeriram que irregularidades eleitorais tinham ajudado Taylor ganhar, mas o legislativo estadual de maioria democrática obstruiu qualquer tentativa de uma investigação.
O evento mais notável deste governo de Taylor foi o centenário de Tennessee, em alusão ao centésimo aniversário de admissão do estado para a União. O centenário foi comemorado juntamente com os cinco meses da Exposição mundial, realizados no Parque do centenário de Nashville em 1897, com Taylor fazendo numerosas aparições. :70

## Últimos anos e morte

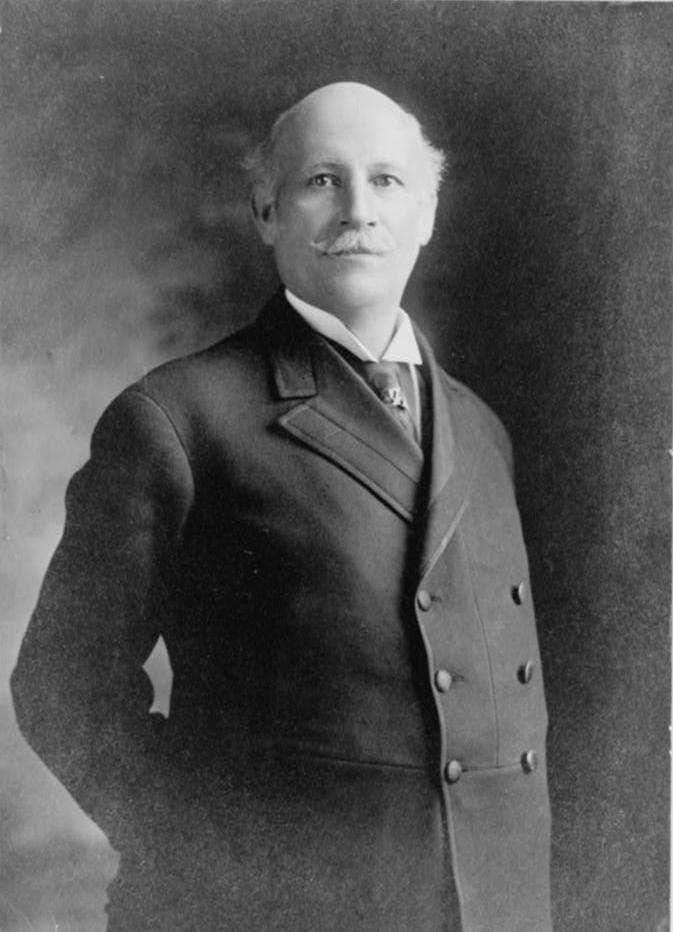
Senador Taylor, em 1910

Após seu último mandato como governador, Taylor retornou para as turnês de palestras, embora ele continuamente buscasse uma vaga no Senado dos Estados Unidos pelo estado do Tennessee. Em 1907, ele derrotou o senador titular, Edward W. Carmack, primeiro em uma eleição pública primária e depois pelo Legislativo estadual para a vaga naquele ano. Ele exerceu de 1907 até sua morte em 1912. Entre as legislações apoiadas por ele, uma delas foi a alteração da 16ª Emenda Constitucional, o que permitiu ao governo federal cobrar impostos sobre o rendimento. Ele ajudou a garantir a aprovação da emenda no Senado em 1909.
Em 1910, quando o governador democrata titular Malcolm R. Patterson retirou-se da disputa para governador do estado devido a divisão interna criada no partido sobre a questão da Lei seca nos Estados Unidos, Taylor decidiu servir como um candidato de substituição. Ele perdeu nas eleições gerais, no entanto, para o candidato republicano, Ben W. Hooper. Hooper havia derrotado o irmão de Taylor, Alfred, para a nomeação republicana no início daquele ano.
Em 31 de março de 1912, Taylor sofreu um ataque de cálculo biliar e morreu após uma cirurgia mal sucedida no Hospital da Providência, em Washington. Um trem fretado especialmente levou seu corpo para Nashville, onde ele ficou no Capitólio por vários dias. Foi então levado para Knoxville, onde um cortejo fúnebre de mais de 40.000 pessoas, o maior da história da cidade, assistiu seu enterro no Old Gray Cemetery. Em 1938, ele foi removido para o Monte Vista Cemetery na cidade de Johnson em uma cerimônia familiar ao lado de seu irmão, Alfred.

## Família
Taylor foi bisneto do General Nathaniel Taylor (1771–1816), que havia lutado sob o comando de Andrew Jackson, na batalha de New Orleans em 1815. Outro bisavô, Landon Carter (1760–1800), foi um veterano da batalha de Kings Mountain, em 1780 e foi a origem do nome para o condado natal de Taylor, o Condado de Carter (Taylor era descendente de Carter pelo lado paterno, apesar de seu tio materno, Landon Carter Haynes, ter sido nomeado por Landon Carter). :17 O Pai de Taylor, Nathaniel Green Taylor (1819-1887), serviu por dois mandatos no Congresso (1853-1855 e 1866-1867) e publicou poesias e ensaios religiosos. :18 O irmão de Taylor, Alfred, serviu três mandatos na Câmara dos Representantes dos Estados Unidos (1889–1895) e um mandato como Governador do Tennessee (1921-1923). Nathaniel Edwin Harris, que serviu como governador da Geórgia de 1915 a 1917, era primo de Taylor.
Taylor casou com Sarah Baird em 1878, e tiveram cinco filhos. Depois que ela morreu em 1900, ele casou com Alice Hill. Este segundo casamento terminou em divórcio depois de poucos anos. Taylor então casou pela terceira vez com Mamie St. John em 1904.

## Trabalhos publicados
- Gov. Bob Taylor's Tales (1896)
- Echoes: Centennial and Other Notable Speeches, Lectures and Stories (1899)
- Lectures and Best Literary Productions of Bob Taylor (1900)
- Life Pictures (1907)

## Fonte da tradução
- Este artigo foi inicialmente traduzido, total ou parcialmente, do artigo da Wikipédia em inglês cujo título é «Robert Love Taylor».

## Ler também
- Taylor, Robert L., Jr. "Apprenticeship in the First District: Bob and Alf Taylor’s Early Congressional Races." Tennessee Historical Quarterly 28 (Spring 1969): 24-41.